# Dick le rebelle
Vous pouvez aider à l'améliorer ou bien discuter des problèmes sur sa page de discussion.
- Il ne cite pas suffisamment ses sources. Vous pouvez indiquer les passages à sourcer avec {{référence nécessaire}} ou {{Référence souhaitée}}, et inclure les références utiles en les liant aux notes de bas de page. (Marqué depuis mars 2024)
- Certaines informations devraient être mieux reliées aux sources mentionnées dans la bibliographie ou les liens externes. Améliorez sa vérifiabilité en les associant par des références. (Marqué depuis mars 2024)

- Archive Wikiwix
- Bing
- Cairn
- DuckDuckGo
- E. Universalis
- Gallica
- Google
- G. Books
- G. News
- G. Scholar
- Persée
- Qwant
- (zh) Baidu
- (ru) Yandex
- (wd) trouver des œuvres sur Wikidata

Pour film de 1951, voir Dick Turpin, bandit gentilhomme.
Dick le rebelle ou Dick Turpin ou Les Aventures de Dick Turpin (Dick Turpin) est une série télévisée britannique en 31 épisodes de 30 minutes, créée par Richard Carpenter et diffusée entre le 6 janvier 1979 et le 6 mars 1982 sur le réseau ITV.
En France, la série a été diffusée à partir du 11 décembre 1981 sur Antenne 2 dans l'émission Récré A2 et rediffusée à partir du 14 octobre 1985 sur Canal+, puis dans l'émission Youpi ! L'école est finie sur La Cinq.

## Synopsis
La série relate les aventures inspirées de la vie brève et aventureuse du célèbre routier huguenot Dick Turpin (baptisé en 1706 à Hempstead, dans le Kent et pendu dans les environs de York le 7 avril 1739) et de son compagnon Feu follet, tous deux bandits de grand chemin dans l'Angleterre du XVIIIe siècle.

## Distribution
- Richard O'Sullivan (VF : Dominique Paturel) : Dick Turpin
- Michael Deeks (VF : Thierry Bourdon) : Nick Smith alias « Feu follet » (« Swiftnick » en version originale)
- Christopher Benjamin (VF : Jacques Ebner) : Sir John Glutton
- David Daker (VF : Michel Gatineau) : Capitaine Nathan Spiker
- Alfie Bass : Isaac Rag
- Joan Rhodes (VF : Marcelle Lajeunesse) : Nan Clayton
- Mary Crosby : Jane Harding
- Donald Pleasence : Ignatius Slake
- Patrick Macnee : Lord Melford
- Oliver Tobias : Noll Bridger

## Fiche technique
- Réalisation : Dennis Abey, James Allen, Charles Crichton, Christopher King et Gerry Poulson
- Scénarios : Richard Carpenter, Charles Crichton, John Kane et Paul Wheeler
- Production : Sidney Cole et Paul Knight
- Musique : Denis King

## Épisodes

### Première saison (1979)
1. Feu follet (Swiftnick)
2. La capture (The Capture)
3. Le champion (The Champion)
4. Le braconnier (The Poacher)
5. La poursuite (The Pursuit)
6. Le forgeron (The Blacksmith)
7. L'imposteur (The Imposter)
8. Le donneur (The Upright Man)
9. La tête de turc (The Whipping Boy)
10. Le héros (The Hero)
11. Le message (The Turncoat)
12. Les otages (The Hostages)
13. La cage (Jail-Birds)

### Deuxième saison (1980)
1. Le renard (1) (The Fox - Part 1)
2. Le renard (2) (The Fox - Part 2)
3. Le prix du sang (Blood Money)
4. La fiancée du diable (Deadlier Than the Male)
5. L'élixir de jouvence (The Elixir of Life)
6. Les traqueurs de brigands (The Thief-Taker)
7. Le juge (The Judge)

### Troisième saison (1981)
Cette troisième saison constitue en fait une mini-série qui n'a aucune continuité avec la série en elle-même. Elle fut doublée et diffusée sur canal+ en cryptée en mai 1987. Aucune sortie DVD en France pour cette saison. La présence des acteurs Patrick MacNee, Donald Pleasence et celle d'Oliver Tobias en fait une curiosité et un collector pour les fans.
1. Dick Turpin (Dick Turpin's Greatest Adventure - Part 1)
2. Dick Turpin (Dick Turpin's Greatest Adventure - Part 2)
3. Dick Turpin (Dick Turpin's Greatest Adventure - Part 3)
4. Dick Turpin (Dick Turpin's Greatest Adventure - Part 4)
5. Dick Turpin (Dick Turpin's Greatest Adventure - Part 5)

### Quatrième saison (1982)
1. Le pardon (1) (Sentence of Death - Part 1)
2. Le pardon (2) (Sentence of Death - Part 2)
3. La marraine (The Godmother)
4. La loi des Tsiganes (The Secret Folk)
5. Le recruteur (The King's Shilling)
6. La pendaison (The Hanging)

## Commentaires
Le personnage de Dick Turpin a réellement existé : né à Hempstead (Essex, Angleterre) le 21 septembre 1706, il sera pendu le 7 avril 1739 à York.
Contrairement à beaucoup de séries d'aventures où les personnages n'évoluent que très rarement, le scénariste Richard Carpenter n'a pas hésité à bousculer le genre en donnant une vie propre aux protagonistes, ainsi on constate que les méchants comme Spiker ou Sir Glutton malgré les défauts qu'ils peuvent avoir sont dotés de loyauté, et dans certains épisodes aussi de courage (Dans Le Message, Glutton fait montre d'une loyauté sans égal pour son roi ou dans La Tête de Turc, Spiker s'avère être un homme d'honneur qui refuse de tuer des innocents). Un nombre important de personnages récurrents comme le vil Isaac Rag ou les frères Foxwell sans parler de Nan, la tavernière, apportent une touche de truculence et d'humour. On notera aussi la qualité des combats à l'épée orchestrés par l'un des plus grands cascadeurs britanniques, Peter Diamond. L'acteur principal Richard O'Sullivan faisant lui-même ses cascades se montre particulièrement impressionnant lors des poursuites à cheval et des duels à l'épée.

## DVD (France)
L'intégrale de la série contenant les 26 épisodes est sortie dans un coffret de 4 DVD chez l'éditeur "RV Films" et distribué par "LCJ éditions et productions". La version française et la version originale sous-titrée sont présentes en mono stéréo. De nombreux bonus y sont aussi inclus. Les transferts n'ont pas été restaurés mais le piqué est par contre excellent. Le format d'image est au ratio original (1.33 plein écran) ASINB006LR7UGI.
La mini-série par contre reste inédite en France mais elle est disponible à l'import chez l'éditeur "Network".